# 1017

## Починали
- Сей Шонагон, японска писателка